# Andrus Kivirähk

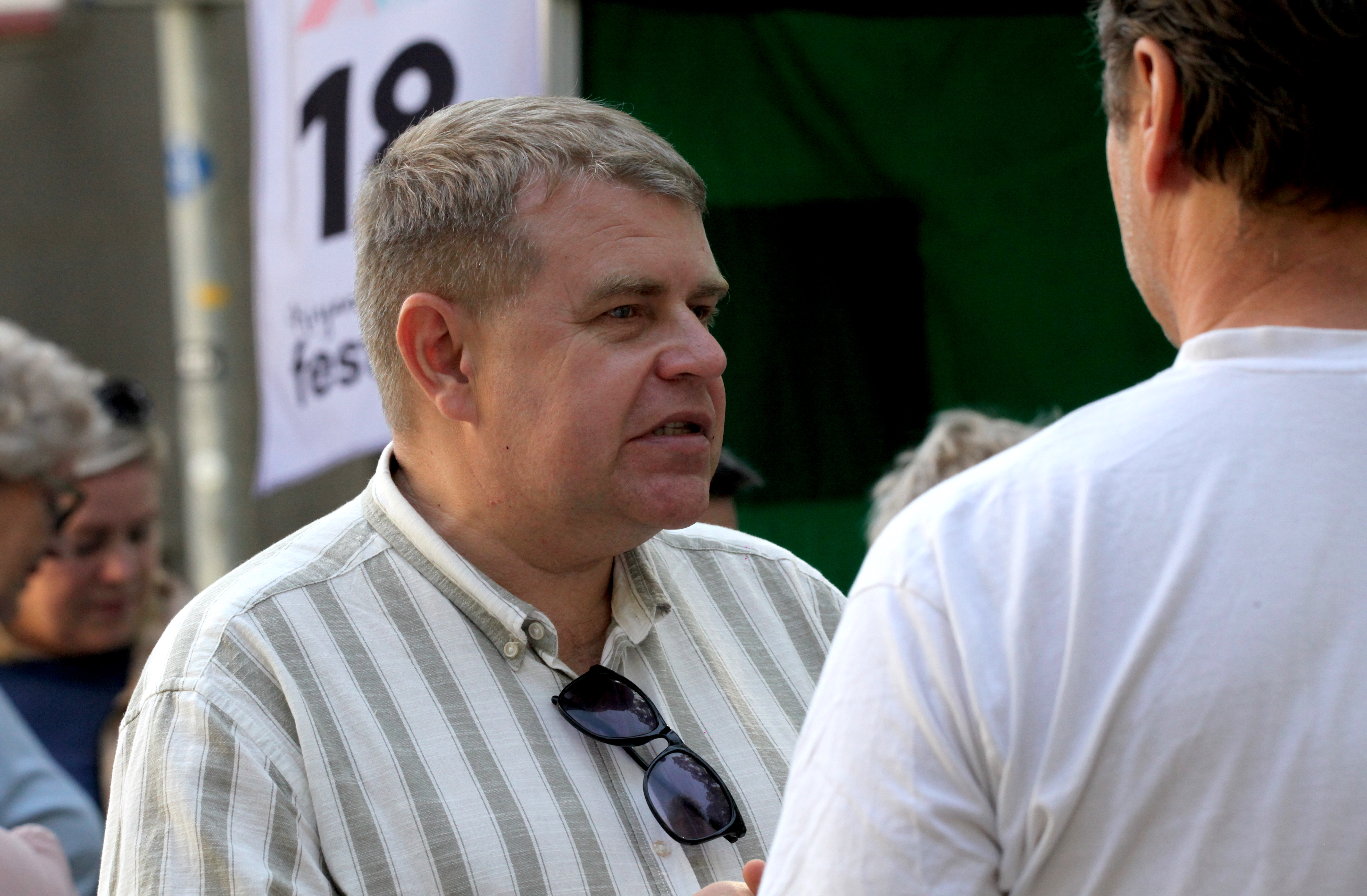
Andrus Kivirähk (2021)

Andrus Kivirähk, né le 17 août 1970 à Tallinn, est un romancier, nouvelliste et auteur de  littérature jeunesse, chroniqueur, dramaturge et scénariste estonien.

## Biographie
Andrus Kivirähk commence à écrire pour les journaux à l'âge de 15 ans. Par la suite il devient journaliste professionnel.
Il publie au début des années 1990 ses histoires d’Ivan Orav (Ivan l'Écureuil). Son livre le plus connu est un roman absurde, Ivan Orava Mälestused. L'auteur y décrit avec humour la douce vie des années 1930, la république d'Estonie et l'Estonie d'après-guerre. Andrus Kivirähk a aussi écrit des pièces de théâtre, dont plusieurs ont été représentées dans les théâtres estoniens, ainsi que des scénarios pour la télévision et le cinéma.
En 2004, son livre Rehepapp ehk November se vend à 30 000 exemplaires, faisant de lui l’écrivain estonien le plus populaire du XXIe siècle. En 2007, son livre L'Homme qui savait la langue des serpents a été aussi l’une des meilleures ventes en Estonie.
Depuis 1996, Andrus Kivirähk est membre de l’Union des écrivains estoniens.
En 2021, il est sélectionné pour le prestigieux prix suédois, le Prix commémoratif Astrid-Lindgren, et en 2022, pour un autre prix international, le Prix Hans-Christian-Andersen, dans la catégorie Écriture.

## Œuvres
- Ivan Orava mälestused ehk Minevik kui helesinised mäed (1995;   Eesti Päevaleht)
- Kaelkirjak (1995, Tiritamm )
- "Õlle kõrvale" (1996, AS Vaho)
- "Kalevipoeg" (1997, BNS)
- "Vanamehed seitsmendalt. Jalutuskäik vikerkaarel" (1997; Loomingu Raamatukogu )
- "Pagari piparkook" (1999, Kupar)
- Le Papillon (Liblikas) (1999, Tuum)
- "Sirli, Siim ja saladused" (1999, Varrak )
- "Rahva oma kaitse" (avec Mart Juur) (2000, Tänapäev)
- "Rehepapp ehk November" (2000, Varrak)
- "Sibulad ja šokolaad" (pièce de théâtre; 2002; avec Tõnu Oja)
- "Papagoide päevad" (pièces de théâtre; 2002)
- "Lotte reis lõunamaale" (2002, Varrak)
- Romeo ja Julia (2003)
- Vargamäe vanad ja noored (2003)
- "Limpa ja mereröövlid" (2004)
- "Vaene üliõpilane" (2004; dans la série "Kuulamisraamat")
- "Vargamäe vanad ja noored lähevad Euroopasse" (2004)
- "Wremja. Timur ja tema meeskond" (2004; avec Mart Juur)
- "Wremja. Zorro märk" (2004; avec Mart Juur)
- "Jutud" (collection; 2005)
- "Adolf Rühka lühikene elu" (2005)
- "Vargamäe vanad ja noored tembutavad jälle" (2005)
- "Aabitsa kukk" (2006, Eesti Keele Sihtasutus)
- "Leiutajateküla Lotte" (2006, Eesti Joonisfilm)
- "Mees, kes teadis ussisõnu" (2007)
- "Sürrealistid" (pièce; 2007, Eesti Draamateater)
- "Voldemar" (pièce; 2007, Eesti Draamateater)
- "Kaka ja kevad" (2009, Varrak)
- "Jumala lood" (2009)
- Vombat, Eesti Draamateater, 2011, 96 p. (ISBN 978-9985-9853-4-2)

## Œuvres traduites en français
- L'Homme qui savait la langue des serpents, (Mees, kes teadis ussisõnu), trad. de Jean-Pierre Minaudier, Le Rayol, France, éditions Le Tripode, 2013, 421 p.  (ISBN 978-2-917084-64-9)
- Les Groseilles de novembre (Rehepapp ehk November), trad. d’Antoine Chalvin, Le Rayol, France, éditions Le Tripode, 2014, 320 p.  (ISBN 978-2-37055-031-6)
- Le Papillon (Liblikas), trad. de Jean Pascal Ollivry, éditions Le Tripode, 2017, 240 p.  (ISBN 9782370551139)
- Les Secrets (Sirli, Siim ja saladused), trad. de Jean-Pierre Minaudier, illustré par Clara Audureau, éditions Le Tripode, 2020, 200 p.  (ISBN 9782370552488)

## Prix et distinctions
- 1993 : prix Oskar Luts de l’humour,
- 1995, 2000, 2006 : prix littéraire de la fondation Eesti kirjanduse
- 1998 : prix Friedebert-Tuglas[4],
- 2000 : prix Tammsaare,
- 2001, 2007: prix de littérature estonienne,
- 2004 : ordre de l'Étoile blanche d'Estonie, 5e classe,
- 2007 : prix culturel de la république d’Estonie,
- 2006 : Concours Nukits (et) – Meilleure œuvre pour enfants pour Limpa ja mereröövlid,
- 2008 : Concours Nukits (et) – Meilleure œuvre pour enfants pour Leiutajateküla Lotte,
- 2008 : prix Stalker – meilleur écrit original[5],
- 2008 : prix littéraire Eduard-Vilde,
- 2008 : (international) « Liste d'honneur » catégorie Écriture, de l'Union internationale pour les livres de jeunesse[6] pour  Leiutajateküla Lotte
- 2010 : Concours Nukits (et) – Meilleure œuvre pour enfants pour Kaka ja kevad[7],[k 1],
- 2011:  Prix Janis Baltvilks de littérature enfantine[8]
- 2013 : prix littéraire de la Fondation culturelle d'Estonie
- 2014 :  Grand Prix de l'Imaginaire, catégorie Roman étranger, pour L'Homme qui savait la langue des serpents[9]
- 2016 : prix littéraire Eduard-Vilde.
- 2021 :  Sélection pour le Prix commémoratif Astrid-Lindgren[2]
- 2022 :  Sélection pour le Prix Hans-Christian-Andersen, dans la catégorie Écriture[3]